# Grupo Romero
Grupo Romero es un conglomerado empresarial peruano con sede en Lima. Es una de las multinacionales más longevas en Perú, con seis países de Latinoamérica y más de 27 mil colaboradores a nivel global.  en dos grandes plataformas de negocios: la industrial y la financiera. 
Desde la industrial participa en diversos sectores como alimentos, cuidado personal y del hogar, pesca industrial, infraestructura marítima y portuaria, servicios logísticos, agroindustria, energía y combustibles.
Desde la plataforma financiera, el Grupo Romero es parte del Grupo Credicorp, un holding financiero de banca universal, microfinanzas,  seguros y pensiones, teniendo como principales subsidiarias operativas el Banco de Crédito del Perú (BCP), MiBanco, Pacífico Seguros, Prima AFP, Credicorp Capital.

## Historia
Los inicios del Grupo Romero se remontan a 1889, con un sombrero, cuando Don Calixto Romero Hernández, hijo mayor de una familia de campesinos de Logroño (España), después de dejar su lugar natal a los 16 años para dedicarse al comercio en América Latina y El Caribe, llega a Catacaos, Piura, y, encantado por el arte de las tejedoras de sombreros de paja toquilla, decide emprender el negocio de exportación de sombreros de paja toquilla. 
Hacia 1893, Calixto Romero, junto con su socio, Miguel Torres, decide incursionar en la exportación de res y chivo, dado que las pieles estaban muy demandadas en Estados Unidos y Europa. A continuación, ingresó en el mercado de algodón, identificando un nuevo problema: no tenía espacio para almacenar la producción. Así, acopió el algodón en terrenos de Sechura, Narihualá y Chulucanas, en los cuales invertía en proyectos de irrigación. Por otro lado, en 1902 compró acciones del Banco Italiano, actualmente el Banco de Crédito del Perú.
La segunda generación de los Romero comenzó en 1917 con Feliciano del Campo Romero y Dionisio Romero Iturrospe, cuando Calixto Romero decide volver a España. Estos lograron triunfar en el rubro algodonero, llegando a exportar cerca del 50% de lo producido.
En 1928 se constituye la sociedad C Romero y Cía, con el objetivo de instalar una fábrica de aceites, jabones y mantecas. En los siguientes años se constituyen otras sociedades como el Banco Continental o Universal Textil S.A.
En 1965 se da la transición hacia la tercera generación, conducida por Calixto, Dionisio, Manuel Romero Seminario y José Antonio Onrubia. En esta época, el Grupo Romero enfrenta los desafíos y momentos más difíciles. Para 1970 les toca perder hasta el 50% de sus activos, luego de que Juan Velasco Alvarado pusiera en marcha la Reforma Agraria y terminara expropiando sus tierras. En este contexto adverso, con los bonos recibidos por la reforma, el Grupo Romero decide potenciar sus negocios agrícolas y dar el salto a la industria, con la fabricación de aceites y la creación de Textil Piura, así como marcar su ingreso al sector portuario en 1990 con la concesión del Puerto de Matarani a través de su empresa Terminal Internacional del Sur S.A. (Tisur). El intento de estatización de la banca en 1987 durante el primer gobierno de Alan García y la hiperinflación fueron otros obstáculos a los que tuvieron que hacer frente. 
La cuarta generación y periodo actual de Grupo Romero tiene lugar en 2001 con la llegada a la dirección de Dionisio Romero Paoletti, Luis Romero Belismelis, Manuel y Fernando Romero, con quienes no solo se adecúan las empresas a las nuevas tendencias, sino que también se da inicio al proceso de internacionalización del Grupo Romero. En el 2004, el Grupo Romero compra las operaciones de Shell en Perú y da inicio a lo que hoy es Primax, principal empresa comercializadora de combustibles, con la red más amplia de estaciones de servicio y tiendas de conveniencia. 2018 fue un año de más de un paso para Grupo Romero. Con Primax ingresaron a Colombia y reforzaron su presencia en Perú con la adquisición de la cadena de grifos Pecsa. Asimismo, Alicorp compró la principal productora de aceite en Bolivia, Fino, y refuerza su presencia en el sector portuario ganando la concesión del Puerto de Salaverry, en La Libertad, comprometiendo una inversión de más de US$280 millones en modernización de infraestructura y equipamiento. Recientemente, creó su primer holding de inversiones enfocada en Infraestructura con Infracorp y se ha anunciado no solo la compra de Samay, central termoeléctrica ubicada en el sur del país, sino también la adquisición de una mayor participación en Alicorp.
En 2025, Primax fue vendida a la petrolera Saudi Aramco.
También el mismo año, el Grupo Romero concretó un acuerdo para transferir el 80% de participación en Agrícola del Chira S.A. al grupo agroindustrial guatemalteco Ingenio Magdalena, en el marco de una estrategia de reorganización de sus activos en el sector agrícola. Esta transacción marcó la salida del Grupo Romero de una de las agroexportadoras más emblemáticas del norte del Perú, con operaciones en el valle del Chira, región Piura.
Agrícola del Chira, dedicada principalmente al cultivo de caña de azúcar y otros productos de exportación, ha sido durante años un actor relevante en la agroindustria peruana, especialmente en la producción de azúcar y sus derivados. La operación responde a una reorientación estratégica del Grupo Romero, que ha venido concentrando sus inversiones en sectores como banca, alimentos, logística y energía.
Por su parte, Ingenio Magdalena, perteneciente a uno de los conglomerados azucareros más grandes de Guatemala, busca expandir su presencia en la región andina. Con esta adquisición, la firma apunta a aprovechar las ventajas competitivas de la costa norte peruana, consolidando su participación en los mercados regionales de azúcar, bioenergía y productos industriales derivados de la caña.
Actualmente, el grupo posee un gran número de empresas de distintas industrias, destacando el consumo masivo, agrícola, energía, industria, logísticos, marítimos y portuarios.

## Principales empresas

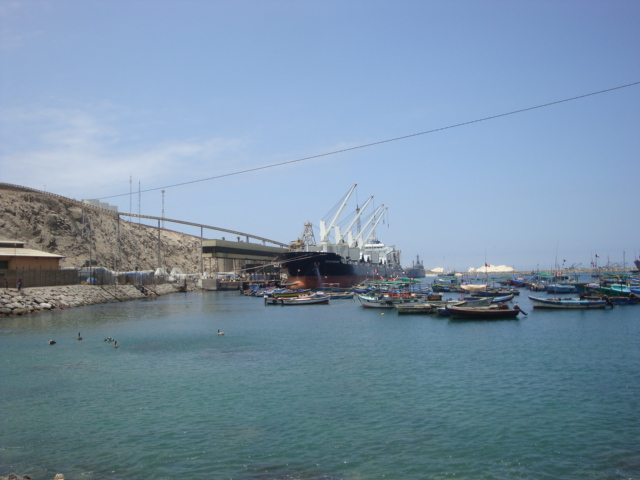
Puerto de Matarani

Grupo Romero está formado por las siguientes corporaciones:

Alicorp

- Alicorp: empresa de consumo masivo líder en el mercado peruano, exportando a más de 23 países.[20]
- Caña Brava: conjunto de tres empresas que se dedican a la siembra y cosecha de caña, producción de azúcar, alcohol y etanol.[21]
- Grupo Palmas: perteneciente al sector agroindustrial, desarrolla la operación más grande del país de desarrollo, cultivo e industrialización de la palma aceitera sostenible y el cacao.[22]
- Pesquera Centinela: extracción y procesamiento pesquero para la elaboración de harina y aceite de pescado para el mercado nacional y exportación.
- Tisur: concesionaria y operadora del Puerto de Matarani desde 1999 y por 30 años, para promover el desarrollo económico a través de la actividad portuaria en el sur del país.[23]
- Trabajos Marítimos S.A.: empresa líder en el negocio de operaciones portuarias con servicios de estiba y desestiba, trámites aduaneros y servicios logísticos integrales.[24]
- Salaverry Terminal Internacional S.A., empresa concesionaria y operadora del Terminal Portuario Multipropósito de Salaverry, en la Libertad, con el objetivo de modernizar infraestructura y equipamiento del puerto del norte.[25]
- Infracorp: plataforma de inversiones en infraestructura.[26]

## Fundación Romero
La Fundación Romero es una fundación sin ánimo de lucro fundada por la familia Romero. Tiene como misión brindar soporte a las familias en situación de vulnerabilidad o emergencia y promover el emprendimiento en el país a través de diferentes iniciativas de educación virtual e información, tales como el Campus Romero o el portal PQS.PE. Con estas, brindan conocimiento especializado en la gestión empresarial, se difunden oportunidades de negocio y se fomenta el espíritu emprendedor.
Durante el año 2020, con la crisis mundial a causa de la COVID-19, Grupo Romero llevó a cabo una serie de iniciativas solidarias en Perú valorizadas en más de 70 millones de soles para atender a las poblaciones más necesitadas con medicinas, mascarillas, equipos de protección, oxígeno, etc. Entre estas, podemos destacar: la atención a más de 500 mil familias con 2 millones de toneladas de alimentos, la entrega de 4 millones de mascarillas KN95 a través de los diarios del Grupo El Comercio y 19 diarios de provincias, más de 312 mil equipos de protección para médicos, más de 1000 respiradores artificiales entregados a Respira Perú y un total de 13 evacuaciones aeromédicas para trasladar de provincias a Lima a 24 médicos y enfermeras que se contagiaron y requerían ser atendidos de emergencia.
También se destaca la iniciativa de becas de Grupo Romero, que ya ha entregado más de 1.5 millones en becas en cursos virtuales a poblaciones en situación de vulnerabilidad. En este año 2023, como parte de este programa, lanzaron el Becas Señas de Progreso, consistente en el desarrollo de 20 cursos de empleabilidad y emprendimiento interpretados en Lengua de Señas Peruanas. Asimismo, lanzaron el programa Becas Generación Plateada en alianza con el Ministerio de Trabajo y Promoción del Empleo y el BID LAB, para incluir en la oferta de capacitación y promoción laboral y de empleabilidad a las personas mayores de 50.